# Георги Димитров (ескадрен миноносец)
Вижте пояснителната страница за други значения на Георги Димитров.
„Георги Димитров“ е боен кораб, ескадрен миноносец (според новата терминология – разрушител) от българските Военноморски сили, служил в състава на Българския военноморски флот в периода 1950 – 1960 г.
Той е бившият съветски ескадрен миноносец „Озорно̀й“ от проект 30К, построен през 1940 г. и предаден на българските въоръжени сили през 1949 – 1950 г., в замяна на ескадрения миноносец „Анатолий Железняков“.

## „Озорной“
Корабът „Озорной“ е заложен на стапел на 20 ноември 1939 г. в корабостроителния завод № 200 в гр. Николаев със заводски номер 1087. На 25 септември 1940 г. той е зачислен в списъка на корабите от ВМС на СССР.
На 25 декември 1940 г. „Озорной“ е спуснат на вода, но началото на Втората световна война попречва на дострояването му. На 8 август 1941 г. корабът е изведен от Николаев в Севастопол, а оттам в Поти, където е законсервиран и работите по него са напълно преустановени. На 29 април 1944 г. „Озорной“ е върнат в Севастопол и е достроен, като на 9 януари 1949 г. встъпва в строя и на 25 февруари 1949 г. влиза в състава на Червенознаменния черноморски флот.

## „Георги Димитров“
Още през 1949 г., след проведените държавни изпитания в състава на съветския Черноморски флот, е решено „Озорной“ да бъде предаден на Военноморския флот на България. На 21 август 1949 г. с кораба „Н. Й. Вапцаров“ в Севастопол пристигат 100 български матроси, старшини и офицери, които се качват на борда на ескадрения миноносец на 24 август. Първоначално за командир на кораба е назначен капитан II ранг Христо Кукенски, но скоро след като той приема длъжността е заменен от капитан II ранг Никола Рашков Иванов. След обучението на екипажа, на 20 февруари 1950 г. капитан II ранг Никола Иванов официално приема кораба. На 23 февруари 1950 г. ескадреният миноносец пристига във Варна, където е кръстен с новото му име „Георги Димитров“. Официално е зачислен в състава на българския Военноморски флот (историческото название на този вид въоръжени сили за този период, съкратено ВМФ) на 18 април 1950 г.
„Георги Димитров“ е първият български боен кораб, който напуска акваторията на Черно море. През 1957 г. на борда му правителствена делегация, оглавявана от Антон Югов, прави официално посещение в Албания. Походът е командван от командващия на флота контраадмирал Бранимир Орманов.
През 1958 – 1959 г. корабът осъществява щурмански походи по маршрутите Варна – Одеса и Констанца – Одеса. Предвиждано е през 1961 г. „Георги Димитров“ да бъде ремонтиран и модернизиран, но по комплекс от причини компетентните кораборемонтни органи на Съветския съюз отказват ремонта, което предопределя края на службата на ескадрения миноносец. На 30 септември 1960 г. корабът излиза в последното си плаване вече в качеството си на учебен кораб на Военноморското училище, след което е изведен от състава на ВМФ. Разоръженият корпус на кораба е отбуксиран във Варненското езеро. Бракуван е през 1963 г. Три години по-късно потъва, изваден и е нарязан.